# Karol Skrzypek
Karol Skrzypek (ur. 26 grudnia 1991 w Brzegu) – polski zawodnik oraz trener mieszanych sztuk walki (MMA). W latach 2022-2025 mistrz organizacji TFL w wadze półśredniej. Walczył także dla Armia Fight Night, Babilon MMA oraz Oktagon MMA.

## Kariera MMA

### Wczesna kariera
Pierwszy zawodowy pojedynek w mieszanych sztukach walki stoczył na gali Federacja 3F - Extreme Fight Cage 7 w Grajewie. Na tym wydarzeniu pokonał przez techniczny nokaut Arkadiusza Bujnowskiego.
W latach 2018-2021 swoje kolejne pojedynki toczył dla organizacji Armia Fight Night oraz w miedzyczasie jeden dla Babilon MMA. 
We wrześniu 2021 roku, podpisał kontrakt z organizacją Thunderstrike Fight League.

### Oktagon MMA i powrót do TFL
W lutym 2024 roku, podpisał kontrakt z czesko-słowacką organizacją Oktagon MMA. 
W debiucie dla nowego pracodawcy oczekiwano, że zawalczy z Anglikiem, Ammarim Diedrickiem 9 listopada 2024 podczas gali Oktagon 63 w Bratysławie, jednak Skrzypek wycofał się z powodu kontuzji.
Ostatecznie w organizacji Oktagon MMA zadebiutował 5 kwietnia 2025 na gali Oktagon 69 w Dortmundzie, zastępując Waheda Nazhanda w walce z Mohamedem Grabinskim.  Po piętnastominutowej walce uległ Niemcowi jednogłośną decyzją sędziów.
Po przegranej walce w czesko-słowackiej organizacji powrócił do TFL, by po raz czwarty bronić pasa mistrzowskiego w wadze półśredniej. Zawalczył podczas wydarzenia TFL 34: House of Pain, które odbyło się 28 czerwca 2025 w Przytyku. Jego rywalem w walce wieczoru tej imprezy został były zawodnik KSW, Kamil Szymuszowski. W drugiej rundzie Skrzypek wyprowadził kolano na głowę Szumuszowskiego, gdy ten próbował wstawać z pozycji parterowej i do starcia już nie powrócił, w wyniku czego Skrzypek stracił pas przez dyskwalifikację

## Osiągnięcia

### Mieszane sztuki walki
- Thunderstrike Fight League
  - 2022-2025: mistrz TFL w wadze półśredniej (3 obrony)[3][4]

## Lista walk w MMA

### Zawodowe
| Wynik     | Bilans | Przeciwnik (bilans przed walką) | Rozstrzygnięcie                                | Runda | Czas | Rozgrywki                             | Data       | Miejsce   | Uwagi                                                       |
| --------- | ------ | ------------------------------- | ---------------------------------------------- | ----- | ---- | ------------------------------------- | ---------- | --------- | ----------------------------------------------------------- |
| Przegrana | 11-5   | Kamil Szymuszowski (18-10)      | Dyskwalifikacja (nielegalne kolano w parterze) | 2     | 3:34 | TFL 34: House of Pain                 | 28.06.2025 | Przytyk   | Stracił pas mistrzowski TFL w wadze półśredniej. Main Event |
| Przegrana | 11-4   | Mohamed Grabinski (23-11)       | Decyzja (jednogłośna)                          | 3     | 5:00 | Oktagon 69: Holzer vs. Ilbay          | 05.04.2025 | Dortmund  | Debiut w Oktagon MMA. Limit umowny -79 kg.                  |
| Wygrana   | 11-3   | Junior Orgulho (16-12)          | Decyzja (jednogłośna)                          | 3     | 5:00 | TFL 30: Droga do Valhalli             | 23.03.2024 | Kozienice | Obronił pas mistrzowski TFL w wadze półśredniej. Main Event |
| Wygrana   | 10-3   | Joel dos Santos (17-9)          | KO (ciosy pięściami)                           | 2     | 4:30 | TFL 27: Skrzypek vs. dos Santos       | 29.07.2023 | Końskie   | Obronił pas mistrzowski TFL w wadze półśredniej. Main Event |
| Wygrana   | 9-3    | Flávio Pina (27-10)             | Decyzja (jednogłośna)                          | 3     | 5:00 | TFL 26: Skrzypek vs. de Souza         | 25.02.2023 | Garwolin  | Obronił pas mistrzowski TFL w wadze półśredniej. Main Event |
| Wygrana   | 8-3    | Mateusz Głuch (8-8)             | TKO (łokcie)                                   | 4     | 2:10 | TFL 24: Skrzypek vs. Głuch            | 25.02.2022 | Lublin    | Zdobył pas mistrzowski TFL w wadze półśredniej. Main Event  |
| Wygrana   | 7-3    | Łukasz Zielonka (7-8)           | TKO (łokcie)                                   | 1     | 1:53 | Armia Fight Night 10                  | 16.07.2021 | Żywiec    |                                                             |
| Wygrana   | 6-3    | Adrian Kurek (7-3)              | TKO (ciosy pięściami)                          | 2     | 2:14 | Armia Fight Night Special Edition     | 08.05.2021 | Łódź      |                                                             |
| Przegrana | 5-3    | Mateusz Pudło (2-0)             | Poddanie (dźwignia prosta na staw łokciowy)    | 1     | 1:20 | Armia Fight Night 8                   | 11.09.2020 | Gliwice   | Limit umowny -80 kg.                                        |
| Przegrana | 5-2    | Denis Wesełow (3-0)             | Poddanie (duszenie zza pleców)                 | 1     | 2:24 | Babilon MMA 11: Skibiński vs. Nalgiev | 13.12.2019 | Radom     |                                                             |
| Wygrana   | 5-1    | Iwan Śliwiński (3-4)            | Decyzja (jednogłośna)                          | 3     | 5:00 | Armia Fight Night 6                   | 14.05.2019 | Radom     |                                                             |
| Przegrana | 4-1    | Kamil Dołgowski (4-0)           | Decyzja (jednogłośna)                          | 3     | 5:00 | Armia Fight Night 5                   | 05.04.2019 | Łomża     |                                                             |
| Wygrana   | 4-0    | Dmitrij Grinczuk (2-0)          | TKO (ciosy pięściami)                          | 2     | 4:14 | Armia Fight Night 4                   | 24.11.2018 | Siedlce   |                                                             |
| Wygrana   | 3-0    | Igor Kniażhentsew (0-0)         | TKO (łokcie i ciosy pięściami)                 | 1     | 1:12 | Armia Fight Night 3                   | 22.09.2018 | Siedlce   | Limit umowny -80 kg.                                        |
| Wygrana   | 2-0    | Krystian Cwalina (0-0)          | TKO (łokcie)                                   | 2     | 2:34 | Armia Fight Night 2                   | 07.04.2018 | Łomża     |                                                             |
| Wygrana   | 1-0    | Arkadiusz Bujnowski (3-0)       | TKO (kolano i ciosy pięściami)                 | 1     | N/A  | Federacja 3F - Extreme Fight Cage 7   | 10.03.2018 | Grajewo   |                                                             |

### Amatorskie
| Wynik     | Bilans | Przeciwnik (bilans przed walką) | Rozstrzygnięcie                  | Runda | Czas | Rozgrywki                         | Data       | Miejsce   | Uwagi |
| --------- | ------ | ------------------------------- | -------------------------------- | ----- | ---- | --------------------------------- | ---------- | --------- | ----- |
| Wygrana   | 2-1    | Jacek Grela (0-0)               | TKO                              | 1     | 1:17 | N/A                               | 11.11.2017 | N/A       |       |
| Wygrana   | 1-1    | Mateusz Dyba (0-0)              | TKO (ciosy pięściami w parterze) | 1     | N/A  | Maximus Warriors 5                | 09.09.2017 | Sułkowice |       |
| Przegrana | 0-1    | Adrian Bartosiński (0-1)        | Poddanie (duszenie zza pleców)   | 1     | 2:47 | ALMMA 109: Puchar Polski MMA 2016 | 15.05.2016 | Sochaczew |       |